# Gare de Vire
Gare de Vire vasútállomás Franciaországban, Vire településen.

## Vasútvonalak
Az állomást az alábbi vasútvonalak érintik:
- Argentan–Granville-vasútvonal
- Ligne Caen - Vire

## Kapcsolódó állomások
A vasútállomáshoz az alábbi állomások vannak a legközelebb:
- Gare de Flers
- Gare de Saint-Sever